# Азов (Бердянський район)
Азо́в — село в Україні, у Приморській міській громаді Бердянського району Запорізької області. Населення становить 156 осіб.

## Географія
Село Азов знаходиться на лівому березі річки Кільтичія, на відстані 3 км від Азовського моря, вище за течією на відстані 2,5 км розташоване село Шевченка (Бердянський район), нижче за течією на відстані 6 км розташоване місто Приморськ. Поруч проходить автомобільна дорога М14 (E58).

## Населення

### Мова
Розподіл населення за рідною мовою за даними перепису 2001 року:
| Мова       | Кількість | Відсоток |
| ---------- | --------- | -------- |
| українська | 131       | 83.97%   |
| російська  | 23        | 14.75%   |
| румунська  | 2         | 1.28%    |
| Усього     | 156       | 100%     |

## Історія
Село засноване 1922 року.
12 червня 2020 року, відповідно до розпорядження Кабінету Міністрів України № 713-р «Про визначення адміністративних центрів та затвердження територій територіальних громад Запорізької області», увійшло до складу Приморської міської громади.
19 липня 2020 року, в результаті адміністративно-територіальної реформи та ліквідації  Приморського району увійшло до складу Бердянського району.
Село тимчасово окуповане російськими військами 24 лютого 2022 року.